# الدوري الأمريكي للمحترفين 1991
الدوري الأمريكي للمحترفين 1991 هو موسم من الدوري الأمريكي للمحترفين ‏. فاز فيه سان فرانسيسكو باي بلاكهوكس ‏.